# HD 69830 c
HD 69830 c es el 2º planeta que orbita a la estrella HD 69830. Parece ser un planeta rocoso y no un gigante gaseoso. Si se hubiera formado como un gigante gaseoso, se habría quedado de esa manera.